# Ballinlough Castle
Ballinlough Castle (irisch Caisleán Bhaile an Locha) ist ein Landhaus bei der Landstadt Clonmellon im irischen County Westmeath. Das Haus aus dem 17. Jahrhundert liegt auf einem Hügel über den Seen von Westmeath und ist das Heim von Sir Nicholas und Lady Nugent.

## Beschreibung
Im Erdgeschoss liegen ein großer Salon und ein Speisezimmer, im Obergeschoss vier Schlafzimmer an einem Korridor mit Gewölbedecke. Die Räume haben die höchsten Fenster, die zu dieser Zeit in Privathäuser eingebaut wurden; sie bieten einen Überblick über Wälder und Seen. Der Kaminsims im Salon ist identisch mit einem ebensolchen von Wyatt in Curraghmore House in County Waterford.
Die Gärten mit ihren Spazierwegen an den Seen entlang und durch den lichten Wald sind heute nicht mehr öffentlich zugänglich, aber jeden Juni findet dort das Body & Soul Music Festival statt.

## Geschichte
Das Landhaus wurde laut dem Wappen der O’Reillys über der Eingangstür im Jahre 1614 errichtet. Um 1790 wurde es erweitert; Sir Hugh O’Reilly ließ einen Flügel anfügen, der vermutlich dem Amateurarchitekten Thomas Wogan Browne zugeschrieben werden kann, der auch für den Bau von Malahide Castle, dem Haus von Sir Hugh O’Reillys Schwester Margaret, verantwortlich war.
1812 änderte die Familie ihren Namen von O’Reilly in Nugent. Hugh O’Reilly, der zum Baronet erhoben wurde, nahm mit königlicher Erlaubnis den Familiennamen Nugent gemäß einem Vermächtnis seines Onkels mütterlicherseits, John Nugent, an. Seit dieser Zeit haben mehrere Generationen von Baronets Nugent in dem Haus gelebt. Sie sind eine der wenigen irisch-katholischen Familien aus dem 17. Jahrhundert, die noch in ihrem angestammten Familiensitz leben. Der heutige Besitzer ist der 8. Baronet.
Auf dem Gelände des Landhauses haben verschiedene Konzerte stattgefunden. Zu den Künstlern, die dort seit 2006 zu Gast waren, zählen Kenny Rogers, Van Morrison, die Pet Shop Boys, Tiësto, Alexandra Burke und Dwight Yoakam. Das 4. jährliche Life Festival wurde im Mai 2009 auf dem Anwesen abgehalten. 2010 fand dort das erste schwule Musikfestival Irlands, MILK, statt.